# Omphalepia
Omphalepia is een geslacht van vlinders van de familie snuitmotten (Pyralidae).

## Soorten
- O. dujardini Viette, 1967
- O. sobria Hampson, 1906